# Ivaí
Ivaí è un comune del Brasile nello Stato del Paraná, parte della mesoregione del Sudeste Paranaense e della microregione di Prudentópolis. si trova a 166 km dalla capitale dello Stato Curitiba.